# Goodbye Summer
Goodbye Summer è un cortometraggio muto del 1914 diretto da Van Dyke Brooke.

## Produzione
Il film fu prodotto dalla Vitagraph Company of America.

## Distribuzione
Distribuito dalla General Film Company, il film - un cortometraggio in due bobine - uscì nelle sale cinematografiche statunitensi il 24 ottobre 1914. In Danimarca si tradusse il titolo in Farvel min korte Sommer.